# Canalı
Canalı è un comune dell'Azerbaigian situato nel distretto di Qazax.